# Stefan Kröll
Stefan Kröll (* 1. Dezember 1966) ist ein deutscher Rechtswissenschaftler.

## Leben
Nach dem Studium (1986–1991) der Rechtswissenschaften an den Universitäten in Marburg, Genf und Köln, dem Master of Laws (1992–1993) an der London School of Economics and Political Science, dem Referendariat (1994–1996) in Köln und der Promotion 1997 an der Universität zu Köln bei Karl-Heinz Böckstiegel ist er seit 2019 Professor für International Dispute Resolution an der Bucerius Law School.
Seine Forschungsschwerpunkte und -interessen sind nationales und internationales Verfahrensrecht und Schiedsverfahrensrecht, nationales und internationales Vertragsrecht, UN-Kaufrecht und  Investitionsschutzrecht.

## Schriften (Auswahl)
- Ergänzung und Anpassung von Verträgen durch Schiedsgerichte. Köln 1998, ISBN 3-452-24013-4.
- mit Peter Balzer und Bernd Scholl: Die Schuldrechtsklausur. Kernprobleme der vertraglichen Schuldverhältnisse in der Fallbearbeitung. Berlin 2011, ISBN 3-642-16912-0.